# اتابک

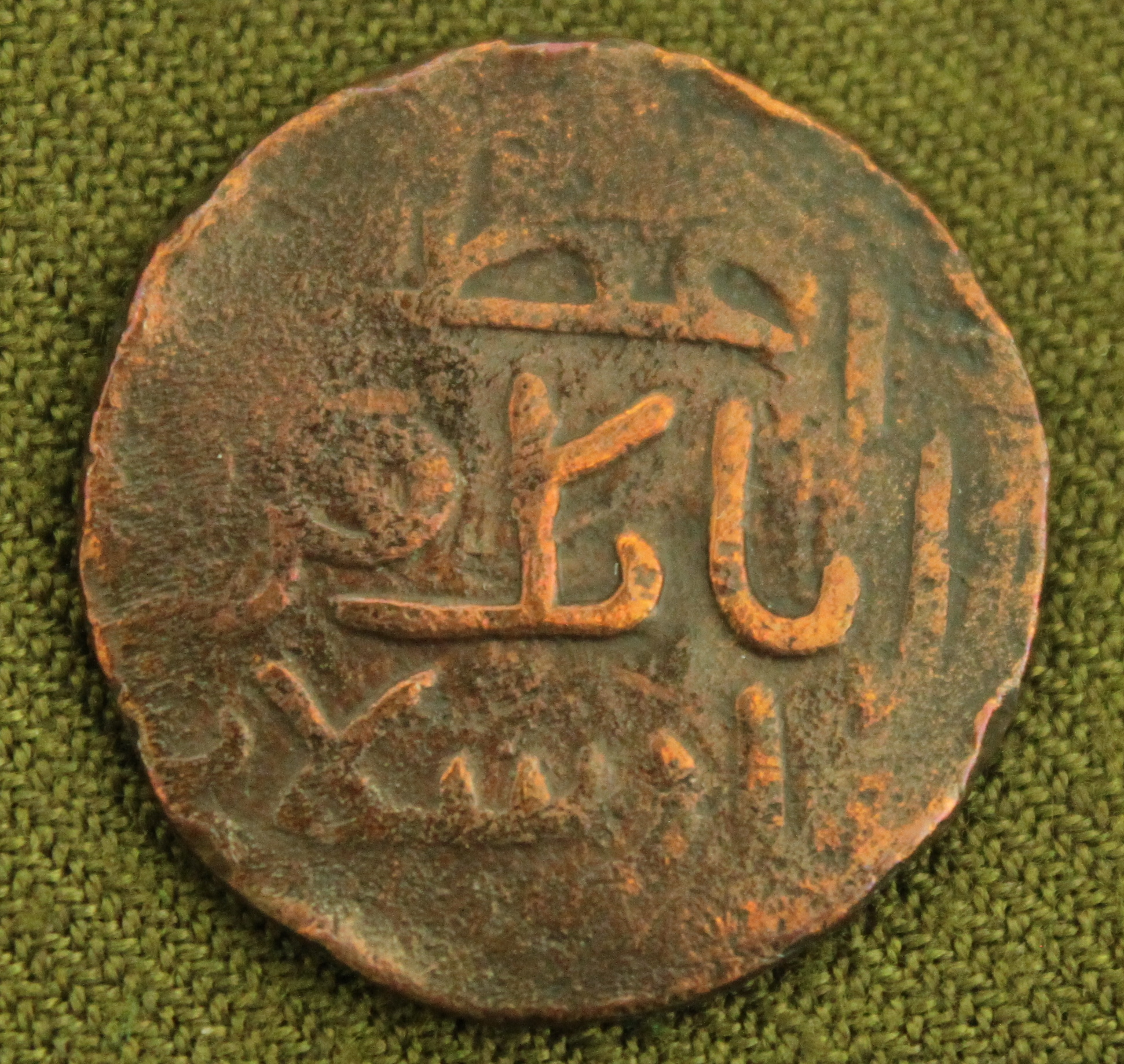
نگاره ای از سکه ای مربوط به یک اتابک در زمان سلطنت مملوک مصر.

اتابک در اصل لغت تُرکی است که از زمان سلجوقیان رواج داشت از دو بخش: (آتا) به معنی پدر یا بابا و (بِئی) به معنی بزرگ یا گنده تشکیل شده است که در تلفظ صحیح ترکی، آتابِئی، گفته می‌شود و در فارسی به صورت اتابک درآمده است.، این اصطلاح در دربارهای ایران معمول به معنی آموزگار سلطان و گاهی به معنی بزرگ ایل استفاده شده است.
در دوره سلاجقه، لَلِه ها و معلم‌سرخانه‌های فرزندان شاه را «اتابک» خطاب می‌کردند. این افراد گاه به مقام صدارت نیز می‌رسیدند. به تدریج و در دوره‌های بعد گاه به صدراعظم، اتابک یا اتابک اعظم نیز خطاب می‌شد. افرادی مانند علی‌اصغرخان اتابک و امیرکبیر، در دوره قاجاریه لقب «اتابک اعظم» داشته‌اند. در دوره مظفرالدین‌شاه، برخی از شاهزادگان مانند عین‌الدوله نیز، لقب اتابکی گرفتند.
امروزه در نقاط مختلفی از ایران خانواده‌هایی با این فامیلی وجود دارند؛ از جمله: گروهی در تهران، کرمانشاه، لرستان، یاسوج (دشتروم)، دهدشت ، میلاجرد استان مرکزی و...